# Hydrocanthus ferruginicollis
Hydrocanthus ferruginicollis là một loài bọ cánh cứng trong họ Noteridae. Loài này được Régimbart miêu tả khoa học đầu tiên năm 1895.